# Dia das Mães
Dia das Mães (português brasileiro) ou Dia da Mãe (português europeu) é uma data comemorativa que homenageia anualmente a figura familiar materna (mãe) e a maternidade. A data de comemoração varia de acordo com o país. Em Portugal e nos PALOP, é comemorado no primeiro domingo do mês de maio. Já no Brasil, no segundo domingo do mês de maio.

## História

### Origem
A ideia de homenagear as mães nasceu nos Estados Unidos, no Estado da Virgínia Ocidental, onde residia a jovem Anna Jarvis, professora da Escola Bíblica Dominical da Igreja Metodista de Grafton, Filadélfia. Quando perdeu a mãe, ficou profundamente consternada e dominada pela saudade. Suas colegas, alunas da mesma Escola Dominical, resolveram prestar-lhe significativa homenagem, visando amenizar seu sofrimento e, através da qual, pudessem perpetuar a memória da sua saudosa genitora.
Anna Jarvis, consultada, aceitou a homenagem, mas sugeriu que, em vez de recordarem apenas sua mãe, fossem também homenageadas todas as mães, o que foi aceito.
Diante disso, resolveram, Anna Jarvis e suas amigas, comemorar publicamente o Dia das Mães e, assim, outras Igrejas Evangélicas  passaram, também, a fazer o mesmo.
Reconhecida como idealizadora do Dia das Mães na sua forma atual, a metodista Anna Jarvis, iniciou uma campanha para que o Dia das Mães fosse um feriado reconhecido. Ela obteve sucesso ao torná-lo reconhecido nos Estados Unidos em 8 de maio de 1914, quando a resolução Joint Resolution Designating the Second Sunday in May as Mother's Day foi aprovada pelo Congresso dos Estados Unidos, instaurando o segundo domingo do mês de maio como Dia das Mães. No âmbito desta resolução o Presidente dos Estados Unidos Thomas Woodrow Wilson proclamou no dia seguinte que no Dia das Mães os edifícios públicos devem ser decorados com bandeiras. Assim, o Dia das Mães foi celebrado pela primeira vez em 9 de maio de 1914.
Com a crescente difusão e comercialização do Dia das Mães Anna Jarvis afastou-se do movimento, lamentou a criação e lutou para a abolição do feriado.

## Países lusófonos
No Brasil, coube à Associação Cristã de Moços do Rio Grande do Sul (ACM-RS) a iniciativa da comemoração. A data foi trazida ao Brasil pelo pastor metodista, então Secretário-geral da instituição, Frank Long. A primeira celebração no país ocorreu em 12 de maio de 1918, em Porto Alegre. Aos poucos, a festividade foi se espalhando pelo país e, em 1932, o então presidente Getúlio Vargas, a pedido das feministas da Federação Brasileira pelo Progresso Feminino, oficializou a data no segundo domingo de maio. A iniciativa fazia parte da estratégia das feministas de valorizar a importância das mulheres na sociedade, animadas com as perspectivas que se abriram a partir da conquista do direito de votar, em fevereiro do mesmo ano. Em 1947, Dom Jaime de Barros Câmara, Cardeal-Arcebispo do Rio de Janeiro, determinou que essa data fizesse parte também no calendário oficial da Igreja Católica.
Em Portugal, o Dia da Mãe é comemorado no primeiro domingo de maio, seguindo a tradição da Igreja Católica que neste mês celebra Santa Maria, Mãe de Jesus (em particular Nossa Senhora de Fátima), embora durante muitos anos tivesse sido comemorado no dia 8 de dezembro, dia da Nossa Senhora da Conceição. Os países africanos lusófonos celebram também no primeiro domingo de maio.

## Importância econômica

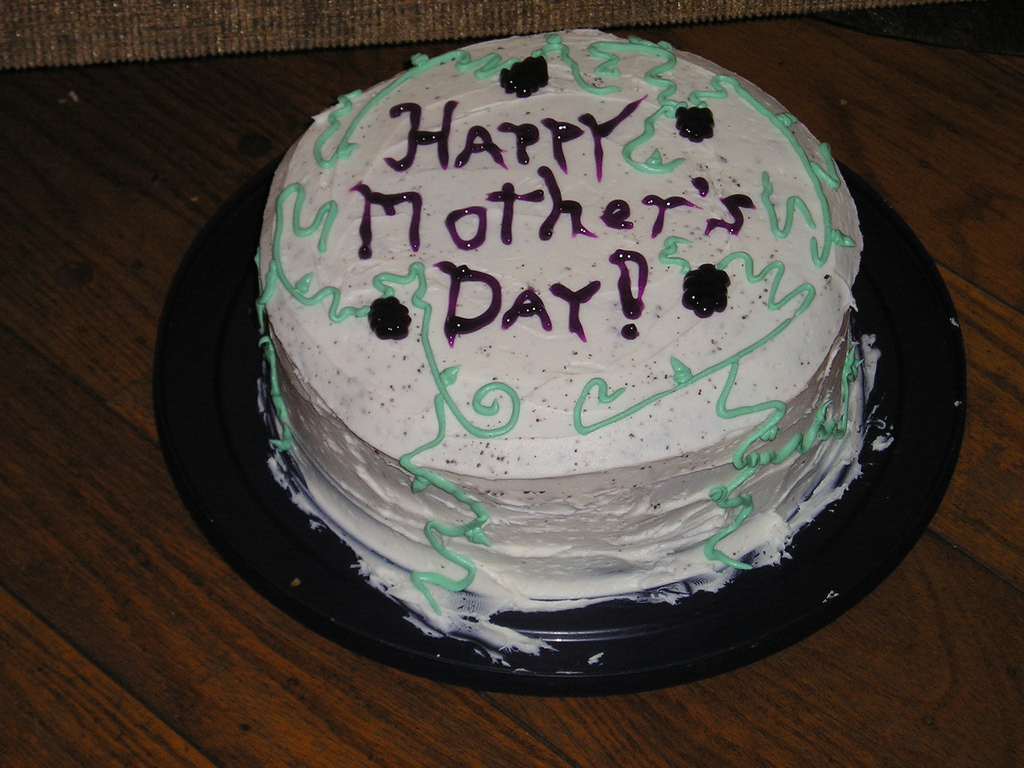
Bolo decorado com a inscrição Happy Mother's Day, Feliz Dia da Mãe, em português

No Brasil e nos Estados Unidos o Dia das Mães é a segunda melhor data do comércio, depois do Natal. A National Retail Federation (Federação Nacional de Varejo norte-americana) estimou para 2012 que os gastos para o Dia das Mães devem ultrapassar $18,6 bilhões ($152 por pessoa) nos Estados Unidos.

## Datas fixas
| Dia | Mês      | País                                                            |
| --- | -------- | --------------------------------------------------------------- |
| 3   | Março    | Geórgia                                                         |
| 8   | Março    | Albânia, Sérvia, Montenegro, Bulgária, Roménia, Moldávia, Butão |
| 21  | Março    | Egito, Síria, Arábia Saudita, Emirados Árabes Unidos, Kuwait    |
| 7   | Abril    | Grécia                                                          |
| 10  | Maio     | México, Guatemala, Bahrein, Índia, Malásia, Qatar, Singapura    |
| 14  | Maio     | Benin                                                           |
| 15  | Maio     | Paraguai                                                        |
| 26  | Maio     | Polônia                                                         |
| 27  | Maio     | Bolívia, República Dominicana                                   |
| 8   | Junho    | Luxemburgo                                                      |
| 12  | Agosto   | Tailândia                                                       |
| 15  | Agosto   | Bélgica e Costa Rica (Assunção de Maria)                        |
| 8   | Dezembro | Panamá (não oficial)                                            |

## Dias variáveis no mês
| Dia              | Mês       | País |
| ---------------- | --------- | --- |
| Segundo Domingo  | Fevereiro | Noruega |
| Primeiro Domingo | Maio      | Portugal, Lituânia, Hungria, Cabo Verde, Espanha, Moçambique, Angola e São Tomé e Príncipe |
| Segundo Domingo  | Maio      | África do Sul, Austrália, Bélgica, Brasil, Chile, China, Colômbia (exceto na cidade de Cúcuta), Dinamarca, Alemanha, Estônia, Panamá, Grécia, Itália, Japão, Canadá, Cuba, Países Baixos, Nova Zelândia, Áustria, Peru, Suíça, Formosa, Turquia, EUA, Venezuela, Finlândia, Hong Kong, Letônia |
| Último Domingo   | Maio      | Colômbia (só na cidade de Cúcuta), França (se coincide com Pentecostes, é transferido para o primeiro domingo de Junho), Suécia |
| Terceiro Domingo | Outubro   | Argentina, Bielorrússia |
| Início do Mês    | Outubro   | Índia |
| Último Domingo   | Novembro  | Rússia |

## Dias variáveis no ano
| Dia                       | País              |
| ------------------------- | ----------------- |
| Primeiro Dia da Primavera | Palestina, Líbano |
| 2 semanas antes do Natal  | Iugoslávia        |